# Альтвиллер (Нижний Рейн)
Альтвиллер (фр. Altwiller) — коммуна на северо-востоке Франции в регионе Гранд-Эст (бывший Эльзас — Шампань — Арденны — Лотарингия), департамент Нижний Рейн, округ Саверн, кантон Ингвиллер. До марта 2015 года коммуна административно входила в состав упразднённого кантона Сар-Юньон (округ Саверн).
Площадь коммуны — 16,22 км², население — 411 человек (2006) с тенденцией к стабилизации: 418 человек (2013), плотность населения — 25,8 чел/км².

## Население
Население коммуны в 2011 году составляло 418 человек, в 2012 году — 418 человек, а в 2013-м — 418 человек.
| 1962 | 1968 | 1975 | 1982 | 1990 | 1999 | 2006 | 2008 | 2011 | 2012 | 2013 |
| ---- | ---- | ---- | ---- | ---- | ---- | ---- | ---- | ---- | ---- | ---- |
| 474  | 456  | 416  | 414  | 415  | 399  | 411  | 414  | 418  | 418  | 418  |

Динамика населения:

## Экономика
В 2010 году из 271 человек трудоспособного возраста (от 15 до 64 лет) 192 были экономически активными, 79 — неактивными (показатель активности 70,8 %, в 1999 году — 68,7 %). Из 192 активных трудоспособных жителей работали 182 человека (105 мужчин и 77 женщин), 10 числились безработными (один мужчина и 9 женщин). Среди 79 трудоспособных неактивных граждан 24 были учениками либо студентами, 32 — пенсионерами, а ещё 23 — были неактивны в силу других причин.